# Єлісаветська Ганна Вікторівна
Ганна Вікторівна Єлісаветська (нар. 30 грудня 1980 (44 роки) , Дніпро ) — українська плавчиня, майстер спорту України міжнародного класу. Чемпіонка Літніх Паралімпійських ігор 2008 року у Пекіні, срібна призерка Літніх Паралімпійських ігор 2012 року.
Займається плаванням у секції Дніпропетровського обласного центру «Інваспорт».

## Державні нагороди
- Орден «За заслуги» II ст. (17 вересня 2012) — за досягнення високих спортивних результатів на XIV літніх Паралімпійських іграх у Лондоні, виявлені мужність, самовідданість та волю до перемоги, піднесення міжнародного авторитету України[2]
- Орден «За заслуги» III ст. (7 жовтня 2008) — за досягнення високих спортивних результатів на XIII літніх Паралімпійських іграх в Пекіні (Китайська Народна Республіка), виявлені мужність, самовідданість та волю до перемоги, піднесення міжнародного авторитету України[3]